# Senatul studențesc
Senatul studențesc este numele unor organizații prezente în cadrul mai multor universități, oficial recunoscute de conducerea universității și care au rolul de a reprezenta interesele studenților în fața conducerii administrative a acesteia.